# Tycherus infimus
Tycherus infimus là một loài tò vò trong họ Ichneumonidae.